# Boje o Debalceve
Boje o Debalceve se vedly v tzv. debalcevském kotli v rámci války na východě Ukrajiny od července 2014. Město Debalceve je strategicky důležitý silniční a železniční uzel. Od začátků bojů město držela ukrajinská armáda, která ale ráno 18. února 2015 oznámila svůj ústup z tohoto území.

## Průběh

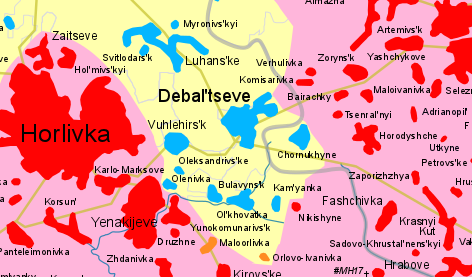
Červeně oblasti držené separatisty, žlutě oblasti dobyté ukrajinskou armádou (stav do konce ledna 2015). Město Debalceve se nachází východně od města Horlivka.

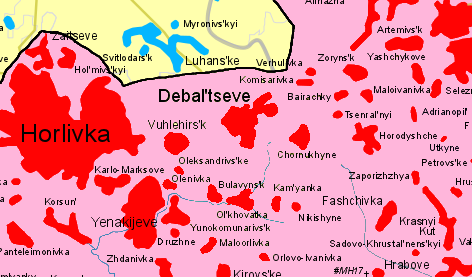
Stav po 18. únoru 2015 po dobytí Debalceva separatisty

Po zářijové protiofenzívě separatistických jednotek roku 2014 a první dohodě z Minsku se vytvořil v okolí města Debalceve výběžek, který držela ukrajinská armáda. I když bylo některými médii oznámeno, že tento výběžek byl uzavřen a ukrajinská vojska jsou v obklíčení, nezakládalo se toto tvrzení v tom okamžiku na pravdě. V důsledku bojů v lednu 2015 však došlo ke změně situace a některá média 30. ledna uveřejnila zprávu, že tzv. debalcevský kotel (Debaltseve cauldron) uzavřen již byl. Vůdce DLR Alexandr Zacharčenko navrhl, aby se vojáci obklíčení u Debalceva vzdali. Další zprávu o úplném uzavření kotle přinesla média 8. února 2015. Kyjevská vláda však veškeré zprávy o uzavření kotle neustále popírala.
13. února, tedy po uzavření druhé dohody z Minsku, ukázali separatisté novinářům letáky, ve kterých vyzývali ukrajinské vojáky ke kapitulaci a nabízeli jim volný odchod z obklíčení. V sobotu 14. února, tedy necelý jeden den před vstupem druhé dohody z Minsku v platnost, prohlásil Alexandr Zacharčenko, že ukrajinští vojáci jsou v Debalcevu zcela obklíčeni a proto se dohoda na toto území nevztahuje. Kyjev to však popřel a dal na vědomí, že k jednotkám v Debalcevu dorazily zásoby potravin a munice. Tomu ale odporuje zpráva z 15. února, kdy ukrajinský ministr zahraničí Pavlo Klimkin na tiskové konferenci oznámil, že separatisté (podle jeho výrazu teroristé) nechtějí do obleženého Debalceva vpustit pozorovatele Organizace pro bezpečnost a spolupráci v Evropě (OBSE).
Podle některých zpráv se 15. února navzdory dohodám z Minsku o příměří přisouvala k frontě u Debalceva kolona ruských tanků T-72B3, které mají výhodu oproti ukrajinským protějškům především díky nenápadnějšímu systému nočního zaměřování. Separatisté zároveň dali obklíčeným ukrajinským jednotkám ultimátum, ať se vzdají, a po jeho vypršení zaútočili.
17. února 2015 před polednem dobyli separatisté město Debalceve zhruba z 80 %. Podle jejich mluvčího Eduarda Basurina zbývalo již jen několik obytných čtvrtí, aby měli město zcela pod kontrolou. Podařilo se jim získat kontrolu nad policejní stanicí a nádražím. Více než 300 ukrajinských vojáků bylo zajato a bylo mnoho padlých na obou stranách. Ukrajinské ministerstvo obrany potvrdilo, že část města Debalceve padla do rukou „banditů“. Ukrajinští vojáci ve vesnici Komuna západně od Debalceve požádali 17. února o pomoc, neboť v tu chvíli byli schopni vydržet již jen 12 hodin. Prohlásili, že bez pomoci budou všichni zabiti.

## Stažení ukrajinské armády

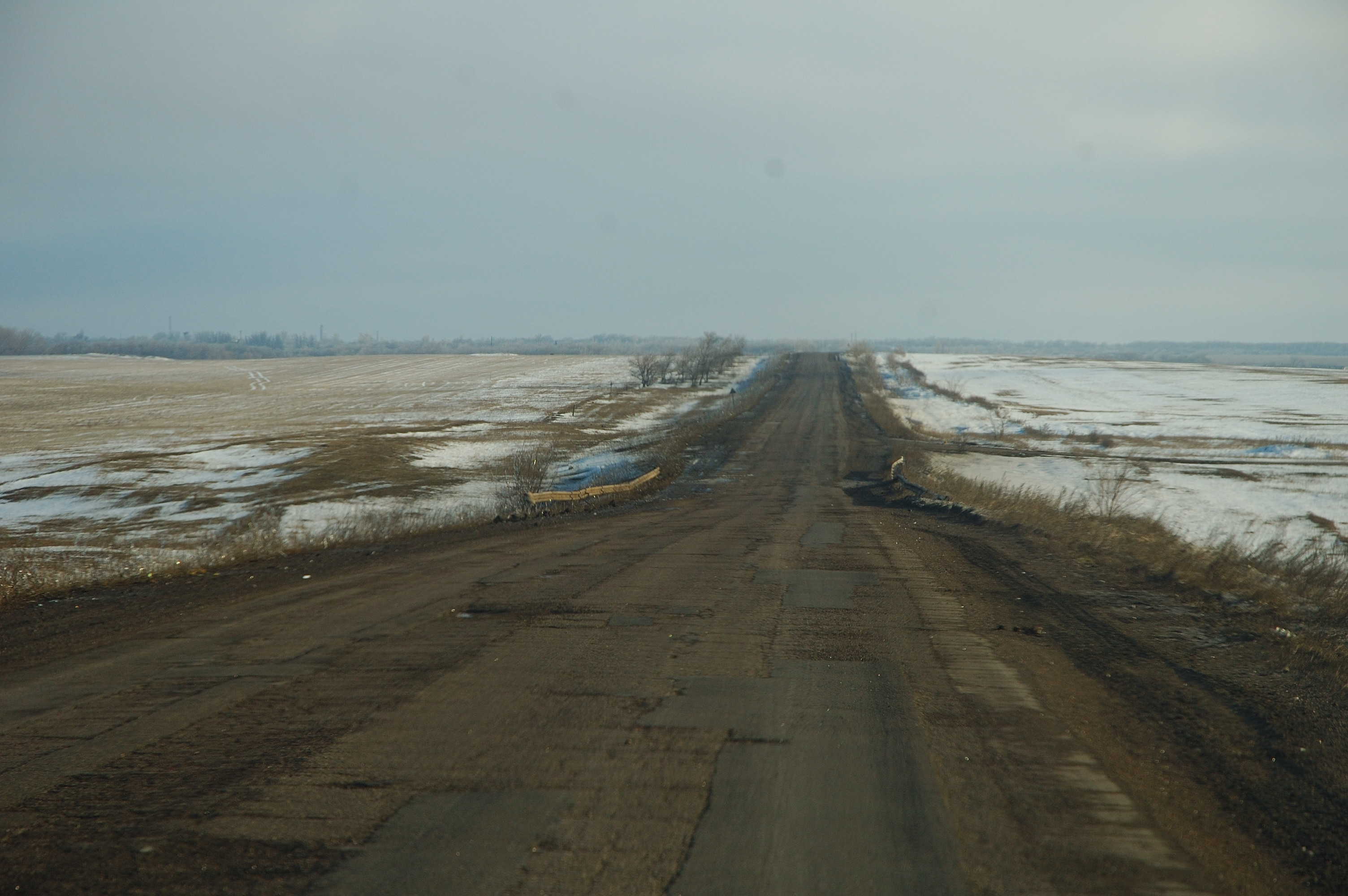
Silnice M03 z Debalceva do Artemivsku obklopená otevřenou stepí

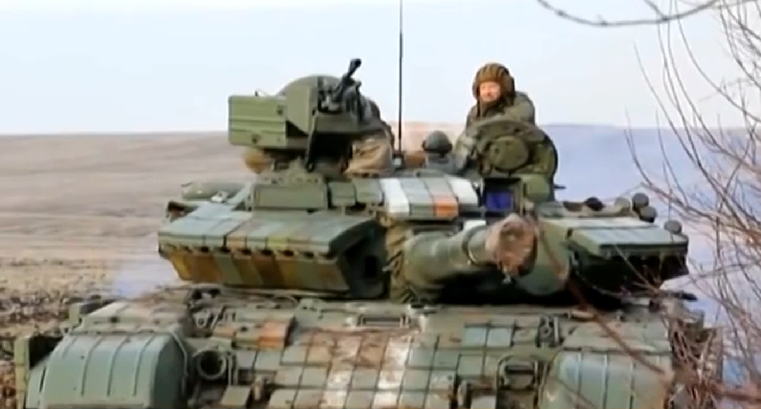
Ukrajinský tank v oblasti Debalceva během bojů

Ráno 18. února 2015 město Debalceve po rostoucím tlaku padlo do rukou separatistů. Těm navzdory vyhlášenému příměří přišly posily včetně dalších 25 tanků a do centra města pronikli z východní části. Ukrajinská armáda se začala organizovaně stahovat, čemuž se snažili separatisté zabránit, pokusili se Ukrajincům odříznout únikovou cestu a ostřelovali je. Později představitelé separatistů ohlásili, že je možná nechají odejít, pokud tam nechají všechny zbraně a techniku. Stovky vojáků ukrajinské armády ve městě během bojů padly a ležely tam jejich mrtvoly, další stovky byly zajaty. Někteří z vojáků do té doby až pět dní nic nejedli. Asi 40 Ukrajinců zemřelo během ústupu a 100 jich bylo během něj zraněno.
Podle zprávy amerického listu New York Times přišel rozkaz prezidenta Petra Porošenka k ústupu ukrajinských jednotek z debalcevského kotle v 01:00 hod. místního času dne 18. února 2015. Ústup probíhal po polích, protože hlavní silnice z Debalceva do Artemivsku byla podminovaná. Zčásti museli vojáci pochodovat pěšky, jen zčásti byl ústup dokončen na nákladních vozech. Únikovou cestu do Artemivsku měla ukrajinská armáda během stahování sice pod „palebnou kontrolou“, ale ostřelovali ji ze svých pozic separatisté. Ukrajinská armáda ústup kryla pomocí palby dělostřelectva a tanků.
Separatisté do města ustavičně odmítali vpustit pozorovatele OBSE, kteří opakovaně trvali na okamžitém zastavení bojů dle druhé dohody z Minsku. Boje přitom v noci probíhaly i v dalších oblastech, u doněckého letiště a v Šyrokyne u Mariupolu. Dopoledne pak separatisté podle neověřených informací zahájili útok na obec Trojicke za pomoci raketového systému Grad.
Vedoucí činitel separatistů Denis Pušilin po skončení bojů o Debalceve prohlásil, že v nich celkově zahynulo kolem 3 000 ukrajinských vojáků. Ukrajinské vládní zdroje naopak tvrdily, že u Debalceva padlo 179 ukrajinských vojáků, 110 vojáků bylo zajato a 81 vojáků se pohřešovalo. Separatičtí vůdcové také ohlásili, že jejich jednotky ukořistily po ústupu Ukrajinců značné množství těžkých zbraní.
Po bitvě u Debalceve vyzval velitel praporu Donbas Semjon Semenčenko k rezignaci ukrajinského ministra obrany a náčelníka generálního štábu, kteří podle něj situaci v okolí města nezvládli. Mluvčí ukrajinské Národní bezpečnostní rady plukovník Andrij Lysenko uvedl, že byl na základě nastalé situace přerušen provoz na osmi železničních tratích mezi Ukrajinou a dočasně okupovanými teritorii. Zastaveny byly také provoz několika dolů a výroba v metalurgických továrnách.

### Ruská účast v bojích a zahraniční reakce
V ranním telefonátu 18. února 2015 vyzval ministr zahraničí USA John Kerry svého ruského protějška Sergeje Lavrova, aby byly ukončeny separatistické a ruské útoky na ukrajinské pozice v okolí Debalceva. Kanada zavedla další vlnu protiruských sankcí za vojenskou podporu separatistů. Ruskou účast ostře kritizovala i šéfka diplomacie Evropské unie, italská politička Federica Mogheriniová, podle níž jsou Ruskem podporované separatistické akce u města Debalceve jasným porušením příměří. Stejný názor projevil český ministr zahraničí Lubomír Zaorálek. Také generální tajemník NATO Jens Stoltenberg vyjádřil hluboké znepokojení nad nedodržováním příměří separatistickými jednotkami a vyzval Rusko ke stažení jeho jednotek a zbraní z Ukrajiny podle dohod z Minsku.
Důkazy o ruské podpoře separatistů se průběžně objevovaly také u výzkumných organizací.
Mezi jednotkami ruské armády nasazenými do bojů byly útvary či jejich části z 8., 18. a 136. gardové motostřelecké brigády, 232. raketové dělostřelecké brigády, 25. pluku specnaz a 227. gardového vzdušně výsadkového pluku.
Ruská a separatistická média ve městě Debalceve fotograficky zachytila zástupce velitele pozemních vojsk Ruské federace generálporučíka Alexandra Lencova, ovšem později jiná důvěryhodná média uvedla, že Lencov je oficiálně vedoucím ruské delegace při Společném kontrolním a koordinačním středisku (JCCC) v rámci třístranné kontaktní skupiny, ve které jsou zastoupeny Rusko, Ukrajina a Organizace pro bezpečnost a spolupráci v Evropě (OBSE). Toto koordinační středisko mělo pomáhat při prosazování příměří z Minska, dohodnuté 12. února 2015.
Oficiální ruská místa přes všechny důkazy nadále trvala na tom, že na Ukrajině nejsou nasazeny ruské jednotky. Na svém území zahájilo ruské letectvo tehdy bojové cvičení třiceti stíhaček, které nacvičovaly údery raketami proti vzdušným cílům.

## Boje v prosinci 2016
V noci z 18. na 19. prosince 2016 se rozhořely v okolí města další velmi těžké boje, které trvaly celou noc. Podle ukrajinské armády zahájily separatistické jednotky silnou dělostřelbu s cílem prorazit frontu v prostoru Svitlodarského oblouku několik kilometrů severozápadně od Debalceve. Následoval útok, který se podařilo ukrajinské straně odrazit. Separatisté přitom utrpěli silné ztráty nejméně 25 mužů a kolem 30 zraněných a Ukrajinci asi 5 mužů a 6 zraněných. Ráno zaujala ukrajinská armáda v důsledku svojí protiofenzivy nové strategické pozice. Podle verze separatistů se naopak pokusily ukrajinské jednotky prorazit frontu u debalcevského předměstí Kalinivka a jejich útok byl zastaven za silných ztrát nejméně 10 vojáků, 20 zraněných a několik kusů zničené těžké techniky. Separatisté prý přitom měli 2 mrtvé a 2 nezvěstné.